# Feto arbóreo

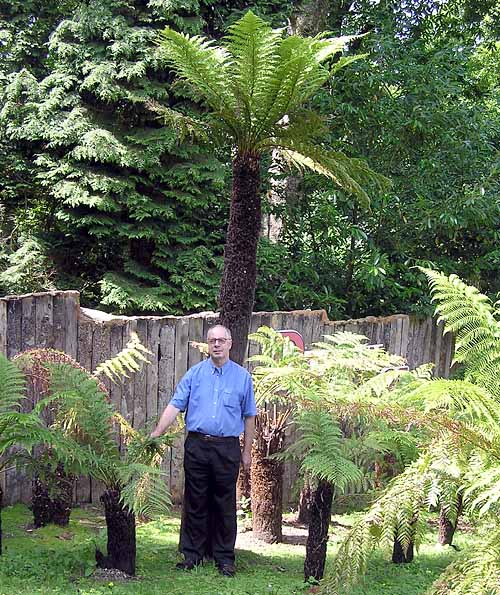
Fetos arbóreos em "Combe Martin Wildlife and Dinosaur Park", norte de Devon, Inglaterra.

Feto arbóreo, feto arborescente ou samambaia arbórea, é um termo que se refere a alguns fetos que crescem com um tronco elevando suas frondes acima do nível do solo. A maior parte dos fetos arbóreos formam um grupo de grandes fetos pertencedo às famílias Dicksoniaceae e Cyatheaceae na ordem Cyatheales.
Fetos arbóreos encontram-se nas áreas subtropicais e tropicais, incluindo as florestas frias e temperadas de chuvas na Austrália, Nova Zelândia, e regiões vizinhas (ex: Malásia, Ilha de Lord Howe, etc). Tal como todos os fetos, os fetos arbóreos reproduzem-se por meios de esporos formados no lado inferior das frondes.
As frondes dos fetos arbóreos são geralmente muito grandes e constituem folhas pinadas múltiplas. Ao contrário das angiospérmicas, os fetos arbóreos não formam novo tecido lenhoso no seu tronco à medida que crescem. Pelo contrário, o tronco é suportado  por uma massa de raízes fibrosas que se expande à medida que o feto arbóreo cresce.
Um feto arbóreo pode muitas vezes ser transplantado cortando-o pela base do tronco e plantando-o em outro lugar. Se for mantido com humidade ele irá recriar um novo sistema de raízes no ano seguinte. A taxa de sucesso da transplantação aumenta em cerca de 80% se as raízes tiverem sido escavadas intactas. Se a coroa de um feto arbóreo for danificada ele irá inevitavelmente morrer, porque é aí que todo o novo crescimento ocorre. (Os troncos dos fetos arbóreos raramente se ramificam).
Alguns fetos em outros grupos podem ser considerados fetos arbóreos, tais como os fetos das famílias Osmundaceae, que atingem pequenos troncos com menos de um metro de altura, e fetos do género Cibotium, que podem crescer até uns dois metros de altura.

## Relações ecológicas
As pteridófitas arborescentes permitem que outras plantas a envolvam na relação ecológica de epifitismo, de modo que os demais vegetais obtém abrigo e melhores condições de luminosidade, sem acarretar prejuízos ao feto. Apesar de não apresentam crescimento secundário, fornecem um suporte mecânico composto por uma densa camada de raízes adventícias ao redor de seu cáudice.